# Kleinleinungen

Localizzazione di Kleinleinungen all'interno del comune di Südharz

Kleinleinungen era un comune tedesco di 138 abitanti, situato nel land della Sassonia-Anhalt. Dal 1º gennaio 2010 costituisce una frazione del nuovo comune di Südharz.